# Torres, Jaén
Torres är en kommun i Spanien.   Den ligger i provinsen Provincia de Jaén och regionen Andalusien, i den södra delen av landet, 290 km söder om huvudstaden Madrid. Antalet invånare är 1 619. Arean är 80 kvadratkilometer. Torres gränsar till Albanchez de Mágina.
Terrängen i Torres är kuperad västerut, men österut är den bergig.